# Moja siostra
Moja siostra (fr. À ma soeur!) – francusko-włoski dramat z 2001 roku w reżyserii Catherine Breillat.

## Główne role
- Anaïs Reboux - Anaïs Pingot
- Roxane Mesquida - Elena Pingot
- Libero De Rienzo - Fernando
- Arsinée Khanjian - Matka
- Romain Goupil - François Pingot/Ojciec
- Laura Betti - Matka Fernanda
- Albert Goldberg - Zabójca

## Fabuła
Bogata mieszczańska rodzina Pingot spędza wakacje na prowincji. Dwie siostry: starsza Elena - chuda piękność i młodsza Anais - grubaska tłamszona przez wszystkich, rozpiera budząca się w nich kobiecość. Elena poznaje na wakacjach Fernanda - przystojnego włoskiego studenta, którego zamierza uwieść. Anais zmuszona jest do konspiracji między kochankami, ale staje się zazdrosna.

## Nagrody i nominacje
51. MFF w Berlinie
- Nagroda im. Manfreda Salzgebera - Catherine Breillat
- Złoty Niedźwiedź (nominacja)

54. MFF w Cannes
- Nagroda Kulturalna Roku dla francuskiego reżysera roku - Catherine Breillat